# Ferrocarril Sevilla-Alcalá-Carmona

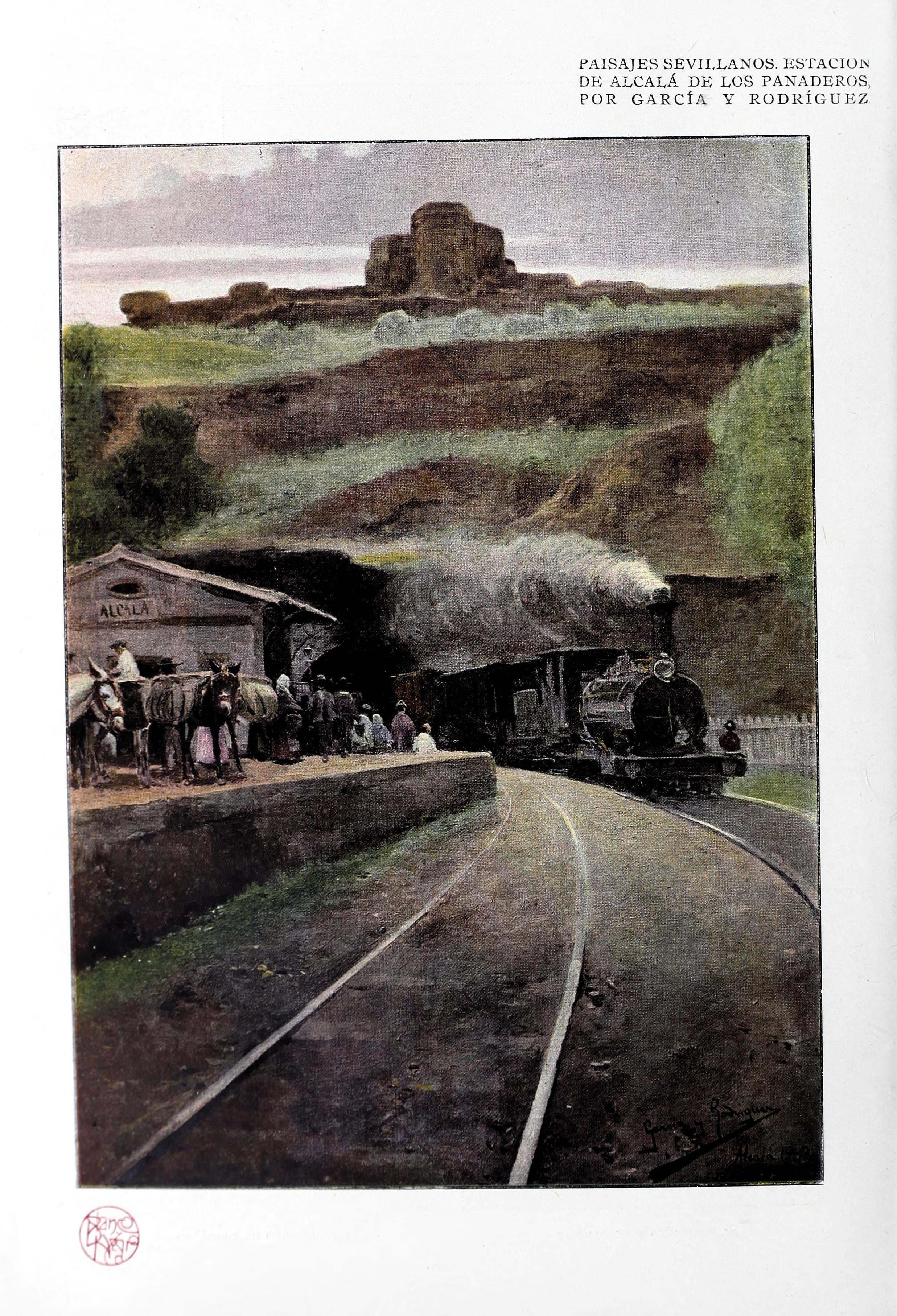
"Estación de tren de Alcalá de los Panaderos, por García y Rodríguez" (en la revista Blanco y Negro, el 2 de mayo de 1903).

El ferrocarril Sevilla-Alcalá-Carmona fue una línea férrea española, de 70,4 kilómetros de longitud y ancho ibérico, que transcurría entre los municipios de Sevilla y Carmona. El ferrocarril estuvo operativo entre 1873 y 1975, siendo posteriormente desmantelado en su mayor parte.

## Historia

### Construcción y primeros años
En 1872 el Estado dio una concesión a José Caso Aldama y otros empresarios para la construcción de una línea férrea uniese Sevilla con la localidad hispalense de Alcalá de Guadaíra, iniciándose las obras ese mismo año. El tramo Sevilla-Alcalá de Guadaíra entraría en servicio el 10 de enero de 1873. Con posterioridad, la línea se prolongó hacia el interior de la provincia. En 1875 se inaugurarían los tramos Alcalá de Guadaíra-Marchenilla y Marchenilla-Gandul. Dos años después, en mayo de 1877, entraría en servicio el tramo Mairena-El Viso. El último tramo construido, Viso del Alcor-Carmona, sería inaugurado en 1880. Carmona fue lo más lejos que llegaría la línea. Llegó a plantearse la extensión del ferrocarril hasta Fuentes de Andalucía, si bien esto nunca se materializaría.
Aunque la línea tenía unas capacidades limitadas, tuvo un papel importante como vía de comunicación en esta zona de la provincia de Sevilla. Por sus vías transitaba el llamado «tren de los panaderos», conocido así por transportar este alimento que se producía en los pueblos de la provincia con destino a la capital hispalense. La empresa propietaria de la línea, la Compañía del Ferrocarril de Sevilla a Alcalá y Carmona (SAC), también construyó estaciones en aquellas localidades por las que transitaba el ferrocarril. Inicialmente, los trenes de la línea Sevilla-Alcalá-Carmona salían desde la estación de San Bernardo, de la Compañía de los Ferrocarriles Andaluces, si bien a partir de 1902 este tráfico se desviaría a la nueva estación de Enramadilla —construida en las cercanías de San Bernardo—. La estación de Sevilla-Enramadilla, que tenía carácter terminal, fue construida por la propietaria de la línea. Otras estaciones importantes fueron la de San Francisco de Guadaíra y la de Carmona-Baja.

### Explotación estatal
La mala situación económica de la compañía llevaría, en abril de 1930, a la intervención del Estado, pasando la línea a ser gestionada por el organismo de Explotación de Ferrocarriles por el Estado (EFE). En 1941, con la nacionalización de los ferrocarriles de ancho ibérico, la línea se integró en la red de la recién creada RENFE. Entrada la década de 1960, el ferrocarril hubo de hacer frente a la fuerte competencia del automóvil y el transporte por carretera. Ello motivará que el tradicional tren de los panaderos acabase desapareciendo en favor de los camiones. El tramo entre la estación de Alcalá de Guadaíra y Carmona sería clausurado el 1 de octubre de 1965. Los servicios ferroviarios entre Sevilla y Alcalá de Guadaíra todavía sobrevivieron algunos años más, hasta el cierre definitivo de la línea en 1975. 
En la actualidad el trazado comprendido entre San Francisco de Guadaíra y Carmona ha sido reconvertido en la llamada Vía verde de los Alcores.